# Gymnocalycium amerhauseri
A Gymnocalycium amerhauseri a valódi kaktuszok (Cactaceae) Trichocereeae nemzetségcsoportjának kelyheskaktusz nemzetségébe tartozó gömbkaktusz faj.

## Elterjedése
Természetes élőhelye Észak-Argentína Córdoba tartományának délnyugati részén, az 1000–1600 m magasságtartományban van.

## Megjelenése, felépítése
Nyomott gömb alakú, 2,5 cm magasra és 5–6 cm átmérőig növő kaktusz. Színe a sötétzöldtől a fénylő, kékes szürkészöldig változik. Gyökérzete erős, kurta. Általában nyolc bordája van; ezek 19–20 mm szélesek, alacsonyak, dudorosak, a dudorok alatt kis bevágásokkal.
Az ovális, világos sárgásan filces, 2,5–3 mm x 2 mm-es areolák a bordák dudorain fejlődnek ki, egymástól mintegy 11–12 mm-re. Az (5-)7 serteszerű peremtövisből az alsó és a felső pár 6–8 mm, a középső pár 11–12 mm hosszú. Fehérek, az alapjuk fiatalon sötétbarna. Az alsó pár a növény testére simul. A fiatal növényeknek egy-egy, 12–14 mm hosszú középtövise is lehet.
A keskeny virágcső 19 mm-esre nyúlhat. Alul 6, felül 8 mm széles; sötétzöld, pikkelyes. A pikkelyek alul 7 mm szélesek. A külső sziromlevelek 24 mm x 10 mm-esek, kívül világoszöld középcsíkkal, az alapjuk 2–3 mm széles, a belső sziromlevelek 22 mm x 12 mm-esek. A virág színe a krémfehértől a világos rózsaszínűig változhat. A fehéres-zöldes vagy világos sárgászöld porzószál hosszú, az 1-1,2 mm-es portok sárga. A 15–16 mm x 2 mm-es bibeszál alapja fehér; felül a 8 rövid bibeág világoszöld. A kb. 4 mm hosszú és felül nagyjából ilyen széles nektárkamra V alakú.
Megnyúlt-ovális, 32–33 mm hosszú és 19 mm széles, sötétzöld termésében gömbölyded, 1,1-1,2 mm széles, fényes magok ülnek.